# マイケル・ヘクター
マイケル・アンソニー・ジェームズ・ヘクター（英語: Michael Anthony James Hector、1992年7月19日 - ）は、イングランド・ロンドンニューアム区イースト・ハム出身のプロサッカー選手。ポジションは、ディフェンダー(CB)。

## 経歴
ミルウォールFCでキャリアをスタート。レディングFCと親善試合を行った際にスカウトの目にとまり、2009-10シーズンレディングに移籍。
レディング加入後、最初の2シーズンはノン・リーグのクラブにレンタルされた。2010年5月にレディングとプロ契約を締結。2011年11月、レンタル先のバーネットFCでイングランド・プロリーグデビュー。2012年夏、レディングとの契約を延長。その後もレンタル移籍を繰り返し、2014年1月にようやくレディングのトップチームデビュー。

## 代表歴
2015年1月、ベネズエラ代表とキューバ代表との試合を控えるジャマイカ代表に招集されたが、ヘクターはこれに応じなかった。コパ・アメリカ2015でも再び招集を受け、今度はそれに応じた。6月、グループB・ウルグアイ代表戦で代表初キャップ。